# Storia del palazzo del Bargello
Il palazzo del Bargello di Firenze è uno degli edifici medievali più significativi di Firenze, già sede di varie istituzioni comunali e repubblicane (tra cui il magistrato del bargello che gli dà il nome) e, dal 1865, primo museo nazionale italiano.

## XIII e XIV secolo
Nel 1250, dopo la battaglia di Figline, i Guelfi fiorentini ottennero una vittoria decisiva sui Ghibellini, e poco dopo fu deciso riorganizzare il governo del libero comune, creando la figura del Capitano del popolo e un consiglio degli anziani. Nell'impossibilità di confinare queste cariche nell'unica struttura pubblica cittadina, l'angusta torre della Castagna, o in una delle sedi delle Arti, fu deliberata la costruzione di un nuovo "palagio" adeguato, scegliendo una zona lungo l'attuale via del Proconsolo, dove vennero acquistate case e appezzamenti di terreni per lo più in mano a privati e ai monaci dell'antistante badia Fiorentina. Tra gli edifici preesistenti, sia in pietra che in legno, spiccavano la torre dei Riccomanni, che divenne poi il nucleo della torre campanaria del nuovo palazzo, e una casa dei Boscoli, dove ebbe alloggio provvisorio il Capitano del popolo. 
Un'iscrizione tuttora esistente su una parete esterna, ricorda come nel 1255 i lavori ebbero inizio.
| + SVMM ALEXANDER SĈS QVE MVNDVS ADORAT CV PASTOR MV́DI REGNABĀT REX GVLIELMVS · ET CV́ VIR SPLENDÊS ORNATVS NOBILITATE; DE MEDIOLANO DE TVRRI SIC ALAMANNUS; VRBEM FLORENTÊ GAVDENTI CORDE REGEBAT MENIA TVNC FECIT VIR CÔSTĀS ISTA FVTVRIS · QVI PREERAT PPLO FLORENTI BARTHOLOMEVS MĀTVA QVEM GENVIT COGNOMINE DE NVVVLONO FVLGENTÊ SENSV CLARV́ PROBITATE REFVLTVM QVÊ SIGNĀT AQVILE REDDVŤ SVA SIGNA DECORVM IN SIGNVM PPLI QVOD CÔFERT GAVDIA VITE ⁂ ILLIS QVI CVPIVNT VRBEM CONSVRGERE CELO ⁂ QVAM FOVEAT XP̃S COSERVET FEDERE PACIS ⁂ ESSŤ QVIA CV́CTORVM FLORENTIA PLENA BONORV́ · HOSTES DEVICIT BELLO MAGNOQ TVMVLTV ⁂ GAVDET FORTVNA SIGNIS POPVLOQ POTENTI ⁂ FIRMAT EMIT FERVENS STERNIT NV́C CASTRA SALVTE QVE MAREQVE TERRĀQVE TOTV́ POSSIDET ORBEM · PER QVAM REGNANTÊ FIT FELIX TVSCIA TOTA ⁂ TĀ QVĀ ROMA SEDET SEMPER DVCTVRA TRIVMPHOS · OMNIA DISCERNIT CERTO SVB IVRE CONHERCENS ⁂ ANNIS MILLENIS BIS CENTVM STANTIBVS ORBE ⁂ PENTA DECEM IVNCTIS XP̃I SVB NOMINE QVINQ CVM TRNA DECIMA TVNC TÊPORIS INDITIONE · |

Traduzione: «Quando regnavano il santo sommo Alessandro pastore del mondo che il mondo adora e il re Guglielmo e quando governava la città di Firenze con animo lieto un uomo illustre e nobile, cioè Alemanno della Torre di Milano, fu allora che un uomo energico costruì queste mura per i posteri. Costui, Bartolomeo Nuvoloni nativo di Mantova, fulgido di senno, ragguardevole e sorretto dalla probità era a capo del popolo fiorentino e ha come insegna le aquile e questa insegna lo rende degno di onore sotto l'insegna del popolo che offre le gioie della vita a quanti desiderano che s'innalzi al cielo la città che Cristo protegga e conservi con un patto di pace. Poiché Firenze era piena di tutti i beni, egli vinse i nemici in guerra e in un grande tumulto, egli gode della buona sorte grazie alle insegne e al potere popolare, rafforza, compra, con impeto abbatte ora gli accampamenti grazie alla prosperità che abbraccia il mare, la terra e tutto il mondo. Quando essa regna tutta la Toscana diventa felice; sta salda come Roma, sempre pronta a riportare trionfi; si rende conto di tutto e impone leggi infallibili. Correndo nel mondo l'anno 1255 dell'era cristiana con la tredicesima indizione allora del tempo.» 

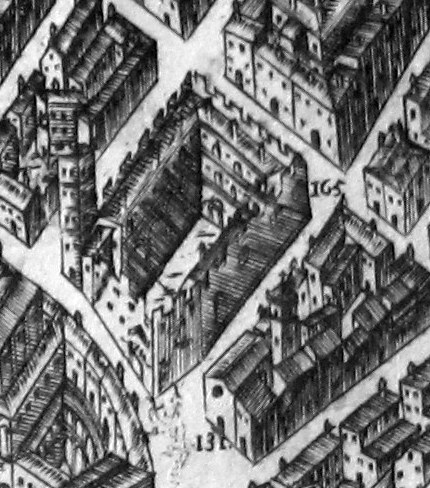
Il palazzo del Podestà nella pianta del Buonsignori

Secondo Giorgio Vasari l'architetto del nuovo palazzo fu Lapo Tedesco, a cui seguirono una decina di anni dopo i domenicani fra Sisto da Firenze e fra Ristoro da Campi. Tra il 1260 e il 1280 il fabbricato fu infatti ampliato su via dell'Acqua, nel 1295 fu arricchito dal cortile porticato e tra il 1316 e il 1320 venne rialzato sui lati di via Ghibellina e via dell'Acqua.  Nel 1261 il palazzo era sicuramente già abitato dal podestà, figura che aveva già sostituito quella del Capitano, nella persona di Guido Novello, che governando la città a nome di re Manfredi, chiamò la strada laterale via Ghibellina in onore del suo partito. Per legge il podestà, che amministrava la giustizia civile e penale ed aveva la precedenza in città su qualsiasi carica tranne che per le faccende politiche, doveva provenire da una città non sotto il dominio fiorentino e distante almeno 50 miglia, in modo che non fosse legato da amicizie e parentele con fazioni cittadine che potessero influenzare o intimorire il suo operato. Inoltre, proprio per non creare legami, restava in carica per un solo anno. Nel palazzo era dunque amministrata la giustizia, per questo era anche provvisto di celle, e fu per molti secoli uno dei luoghi in cui avvenivano le esecuzioni capitali, gli interrogatori e le torture.
Dal 1282 le sedute del podestà e dei suoi consiglieri avvenivano nella loggia affacciata sul cortile del palazzo, in modo da essere pubbliche. Nel 1292 sono registrati i pagamenti per i primi decori interni noti, a opera di un tale Fino di Tedaldo, che dipinse alcune immagini sopra la porta della sala maggiore e sul seggio del giudice, probabilmente andati perduti durante i tumulti legati all'assoluzione di Corso Donati tre anni dopo. In quell'occasione, raccontano Giovanni Villani e Dino Compagni, il popolo assalì il palazzo del Podestà, danneggiandolo gravemente, ma senza ferire il governatore che si era rifugiato con la famiglia in una casa vicina, e che il giorno dopo se ne tornò spaventato in Lombardia.
Per ripristinare l'ordine e il prestigio del palazzo e della carica podestarile, il Comune deliberò allora la fortificazione della struttura, dotandolo anche di nuove sale e di un nuovo ingresso in via della Vigna Nuova. Nel 1298 ebbe qui la sentenza d'esilio Dante Alighieri, davanti al podestà Cante Gabrielli da Gubbio. Poco prima o poco dopo (nel 1295 o nel 1300-1304) doveva avervi lavorato anche Giotto con la sua bottega, realizzandovi su incarico del cardinale Matteo d'Acquasparta gli affreschi della cappella della Maddalena, in cui è ritratto lo stesso Dante; ma c'è anche chi sostiene che queste pitture, ricordate ad esempio da Villani, siano in realtà state su un perduto polittico, e che gli affreschi veri e propri risalgano al 1334-1337 circa, appena prima della morte del maestro, in un periodo di pace e durante un'altra campagna di lavori al palazzo.

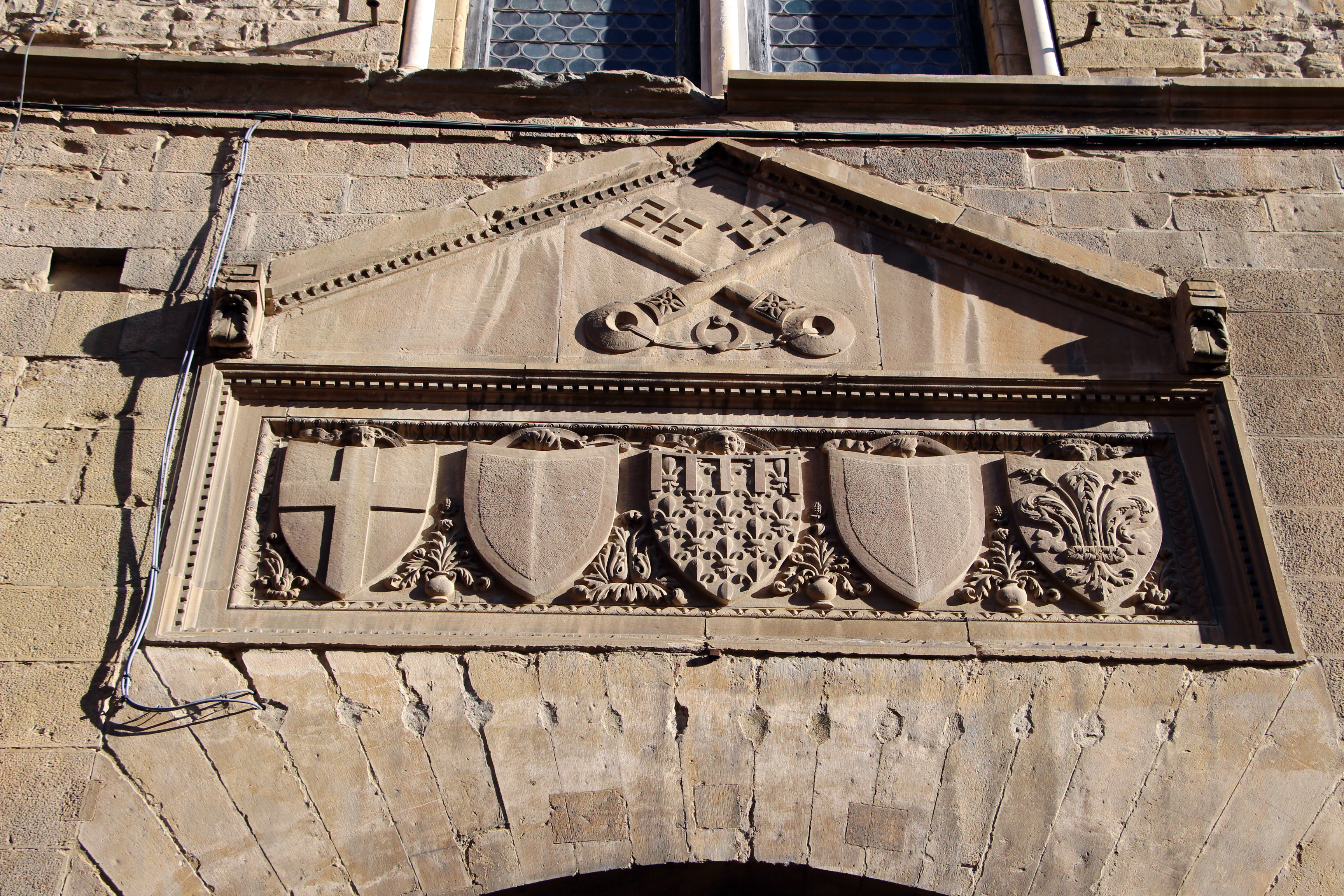
Gli stemmi sul portale di via dell'Acqua: si noti il secondo stemma, appartenuto al podestà in carica, scalpellato per effetto delle disposizioni del 1329

Nonostante il rafforzamento dell'edificio infatti, questo fu di nuovo assaltato dalla folla inferocita nel 1304, per liberare dalle sue prigioni messer Talamo Adimari e cacciare il podestà. La guerra con Pisa protrasse ulteriori lavori al palazzo per tredici anni. Nel 1320, a lavori ancora in corso, il conte di Battifolle poté reinsediarsi per primo nel palazzo del Podestà, sebbene alcuni documenti ricordino come alla loggia stesse ancora lavorando un tale architetto Toni di Giovanni, e il tetto venisse completato solo nel 1326, sotto il Duca di Brienne, che appose i suoi stemmi nel sottotetto. Nel 1329 vennero scalpellati via tutti gli stemmi esterni dei podestà, permettendoli da allora soltanto nel cortile.
Ancora nel 1332 il palazzo fu messo a ferro e fuoco, e un anno dopo una disastrosa alluvione inondò il cortile fino a sei braccia. Tra il 1340 e il 1345 l'edificio venne dunque profondamente ristrutturato e rialzato da Neri di Fioravante, che coprì le sale principali con volte, in modo che non dovessero patire nuovamente per gli incendi, e lo dotò dei merli guelfi. Nel 1343 infatti il palazzo era stato di nuovo saccheggiato durante la cacciata del Duca d'Atene, e da allora venne affidato a sei cittadini che presero il posto del podestà, e fecero dipingere a Giottino il duca in maniera infamante, impiccato coi suoi seguaci (tali pitture esistevano ancora al tempo dell'assedio di Firenze del 1529). Si trattava di un modo di punire "in contumacia", già utilizzato prima a Firenze e che sarà replicato dopo, in altri casi speciali. 
Al 1345 dunque, sempre grazie a Neri di Fioravante, risale la sala del Gran Consiglio (oggi salone di Donatello), atta ad ospitare la nuova assemblea governativa. Al 1367 risale lo scalone nel cortile, fino all'Ottocento coperto da una tettoia. 
Ma dopo pochi anni, il palazzo appena ricostruito e ridecorato, fu devastato di nuovo durante il tumulto dei Ciompi (21 luglio 1378). Preso dal popolo minuto dopo un breve assedio, fu saccheggiato lasciando però liberi i suoi assediati. La campana della torre, danneggiata in quell'occasione, fu poi rifusa e da allora suonò ogni sera segnalando il coprifuoco notturno fino all'anno 1848; richiamava inoltre il popolo durante le esecuzioni capitali.

## Periodo della Signoria e del Granducato

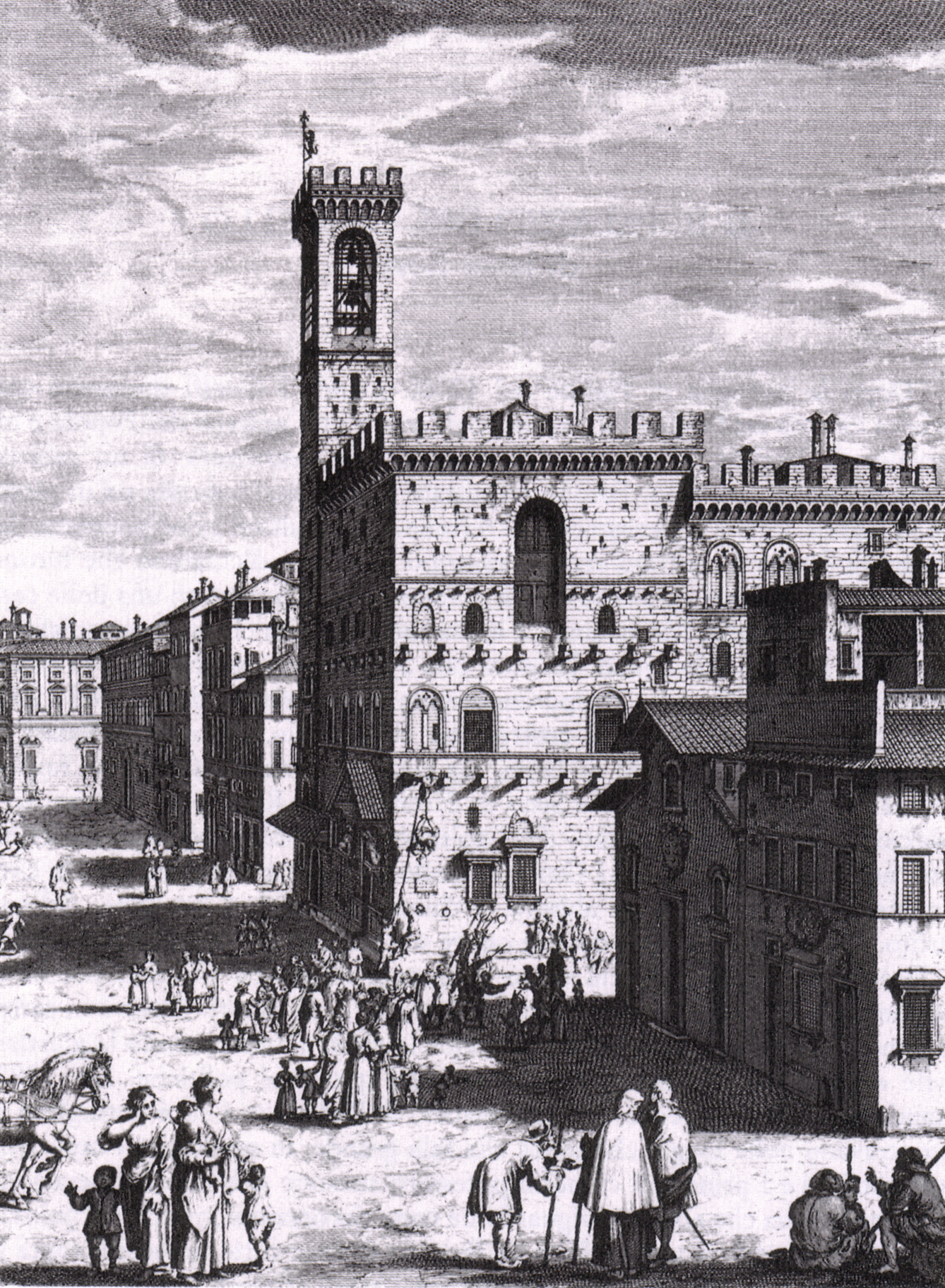
Il Bargello in una stampa del 1744 di Giuseppe Zocchi

Nel 1434 Cosimo de' Medici volle che sulla facciata si dipingessero impiccati quei nobili che lo avevano condotto in esilio, per opera di Andrea del Castagno (che venne soprannominato per questo "Andreino degli Impiccari") e analogamente nel 1480 Sandro Botticelli vi dipinse per Lorenzo de' Medici alcuni responsabili della congiura dei Pazzi, mentre durante l'assedio di Firenze vi furono rappresentati da Andrea del Sarto tre traditori della Repubblica: Alessandro di Gherardo Corsini, Taddeo Guiducci e Giorgio Ridolfi.
Con il consolidarsi dell'egemonia medicea, il palazzo divenne nel 1502 la sede del Consiglio di Giustizia e dei Giudici di Ruota, fino al 1574 quando sotto il duca Cosimo I de' Medici, queste magistrature vennero spostate al palazzo Castellani, e prese qui sede il bargello, ovvero il capo delle Guardie (detto anche "di Piazza", cioè che perlustrava le strade, a differenza delle guardie "di Palazzo", guardie del corpo del duca), che provvedeva agli arresti, interrogatori ed eseguiva le condanne capitali. Da allora e per circa tre secoli il palazzo, che aveva acquistato così in nome con il quale ancora oggi è noto (perdendo però quello della sua antica funzione), fu adibito in massima parte a carcere, venendo fortemente degradato: ad esempio furono murati gli archi del loggiato e del verone ricavando delle celle, così come il grande salone fu soppalcato per ben quattro livelli in modo da ricavarvi trentadue celle e una cappella, mentre la stessa cappella della Maddalena veniva intonacata, divisa in due piani ed adibita a dispensa delle vicine cucine al piano inferiore, e a ulteriori stanze per i prigionieri in quello superiore.
La città aveva altre prigioni, come il carcere delle Stinche, ma qui venivano rinchiusi i prigionieri più pericolosi e quelli destinati alle esecuzioni capitali, le quali venivano eseguite fuori le mura alle forche sui "Prati della Giustizia"  presso la Torre della Zecca, oppure in casi eccezionali nello stesso cortile del palazzo.
Nel 1782 Pietro Leopoldo, dopo aver abolito la pena di morte e la tortura, fece bruciare nel cortile del palazzo gli strumenti usati per tali pratiche. I Francesi invece, nel 1799, vi installarono la ghigliottina, una qui e una nella piazza Nuova di Santa Maria Novella, ma nessuna delle due venne mai usata.

## Il primo Ottocento
Soltanto nel XIX secolo, nel clima di una generale rinascita dell'interesse erudito verso Firenze e le sue glorie cittadine, si diffuse la notizia vasariana della presenza di un ritratto documentato di Dante per mano di Giotto nel palazzo del Bargello, focalizzando l'attenzione verso questo monumento e una sua possibile rinascita e valorizzazione.
Nel 1841 finalmente il barone Seymour Kirkup, assieme ad altri collaboratori, poté finanziare una serie di sondaggi all'interno della cappella di Santa Maria Maddalena, a seguito dei quali, il pittore-restauratore Antonio Marini riportò alla luce il ritratto del sommo poeta entro un'articolata rappresentazione del Giudizio Universale e delle storie delle sante Maria Egiziaca e Maria Maddalena. L'effigie e le storie vennero però arbitrariamente restaurate, procedendo a cospicue integrazioni, che non si trovano nei primi disegni del Kirkup (pubblicati dalla Arundel Society di Londra). L'immagine del poeta nella cappella del Podestà veniva infatti ormai divulgata su riviste italiane e straniere, su guide e manuali tramite incisioni a stampa, contribuendo a una rinnovata fama del palazzo.
Una nuova rivolta contro le guardie nel 1847 mise in luce come fosse urgente il trasferimento dei detenuti in una sede più adatta.

## Il restauro

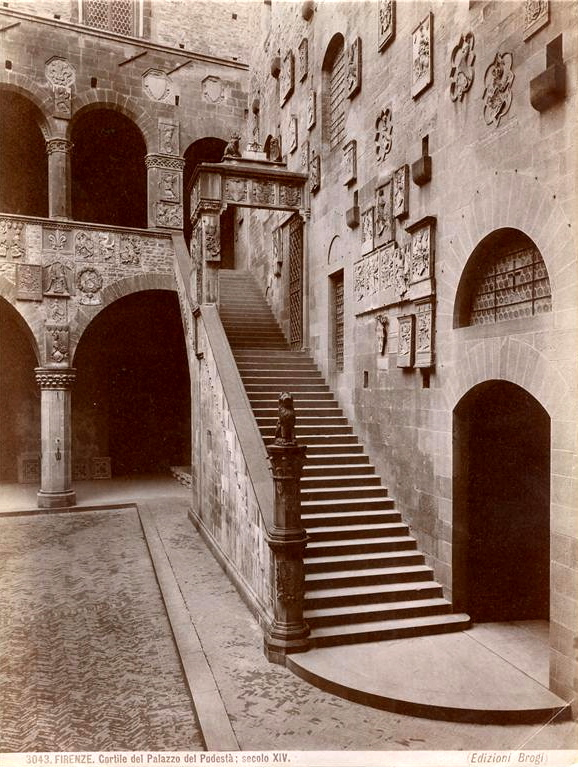
Il cortile restaurato verso il 1870/1880

Nel 1857 infine il granduca deliberò lo svuotamento del palazzo, con nuova sede del carcere alle Murate, e l'avvio di lavori di restauro. Il 22 novembre 1859 destinò il "palagio del Podestà" «ad essere la sede di un Museo di antichi monumenti, dai quali, per qualunque modo, venga illustrata la storia della Toscana in tutto quello che si riferisce alle istituzioni, ai costumi e alle arti». I lavori di ripristino e adeguamento ebbero luogo tra il 1859 e il 1865, sotto la direzione di Francesco Mazzei. In pieno clima neogotico, si cercò far rinascere l'aspetto "antico", recuperando quanto sopravvissuto e spesso rifacendo ex novo gli ornamenti architettonici e le decorazioni pittoriche, queste ultime affidate a Gaetano Bianchi. Nel 1861, durante la prima Esposizione Nazionale Italiana, il palazzo finalmente sgombro venne aperto per la prima volta al pubblico nelle parti già restaurate.
Successivamente si creò la scala secondaria interna, si rafforzò la torre e la si lasciò con le bozze a vista come l'antistante campanile della badia; la loggia e le arcate del cortile vennero liberate dalle superfetazioni, e per dare luce fu demolita la tettoia sopra lo scalone esterno, vi venne aggiunta la cancellata a metà, vi fu ricostruita la fonte proveniente dall'angolo tra via del Proconsolo e via della Vigna Vecchia, furono aggiunti il pozzo, la pavimentazione a lisca di pesce, gli stemmi cittadini sotto le arcate, in parte dipinti da Gaetano Bianchi e Carlo Brazzini, e in parte scolpiti ex-novo copiando esemplari antichi di analoghi palazzi toscani.
Complessivamente i lavori potevano dirsi completati nel 1865.

## La nascita del museo
Una volta messo a punto il contenitore, si doveva stabilire il contenuto del nuovo museo, partendo da varie proposte: museo delle Arti industriali, museo del medio evo, museo storico archeologico nazionale. Il 22 giugno 1865 si decise infine di istituire il "Museo nazionale", il primo del suo genere in Italia. Nel frattempo Firenze era diventata capitale d'Italia, e molti suoi edifici divennero sede delle istituzioni repubblicane. Il Parlamento a palazzo Vecchio, il Senato agli Uffizi avevano richiesto lo sgombero di molti ambienti monumentali, con la conseguente riorganizzazione delle collezioni medicee, a cui si aggiunsero presto i cospicui oggetti derivanti dalle ulteriori soppressioni dei conventi.
Si decise allora di far confluire al nascente museo le sculture non antiche delle Gallerie, le collezioni dell'Armeria medicea, le statue del Salone dei Cinquecento, i bronzetti della Guardaroba medicea, oltre ad alcuni oggetti in deposito da privati. L'occasione dell'apertura si legò alle celebrazioni dantesche, e a quell'epoca erano visitabili due sale di armi e una di scultura minuta al piano terra, e il grande salone con grandi statue tra cui anche il Genio della Vittoria di Michelangelo. Pochi anni dopo iniziarono a confluire le più disparate testimonianze di arti applicate, tra cui maioliche, cere, smalti, oreficerie, avori, ambre, mobilio, arazzi, medaglie (dal medagliere mediceo), monete (dalla Zecca), placchette, sigilli (dall'Archivio di Stato) e tessuti. Alcune di queste collezioni furono trasferite nel 1928 al Museo degli argenti. Altri materiali affluirono sia da donazioni e prestiti di privati che da pubbliche istituzioni. Infine, delle soppressioni di ordini monastici, giunsero robbiane, sculture e oreficerie sacre.
Nel 1887 le grandi celebrazioni donatelliane diedero un nuovo assetto alle sculture del primo Quattrocento, che occuparono stabilmente il salone al primo piano, vicino ad alcuni calchi in gesso di opere dello stesso Donatello (come il Gattamelata), secondo il gusto dell'epoca. Nel 1888 si ebbe la donazione dell'antiquario lionese Louis Carrand, che arricchì la collezione di straordinari esempi di "arti minori" europee ed extra-europee, e che diedero al museo l'identità che ancora lo contraddistingue: due nuclei estremamente prestigiosi, cioè quello della scultura e quello delle arti applicate, queste ultime arricchite ulteriormente dalle raccolte Conti (1886), Ressman (di armi, 1899) e Franceschi (di opere tessili, 1906). 
Duramente colpito dall'alluvione del 1966, ha poi subito una serie di restauri, rammodernamenti degli impianti e riordino delle collezioni. Tra i più recenti interventi negli interni si segnala l'allestimento della Sala di Michelangelo e della scultura del Cinquecento curata dall'architetto Carlo Cresti e inaugurata nel 1975. Il fronte che guarda a via del Proconsolo è stato interessato da un cantiere per il restauro del paramento lapideo nel 2010-2011 (direttore del cantiere architetto Maria Cristina Valenti, ditta esecutrice Mugelli Costruzioni, ugualmente presente anche nei numerosi altri interventi a interessare gli spazi interni nel 2002 e 2007-2008). Nel 2020 è stato aperto un nuovo cantiere per il restauro e il consolidamento delle facciate esterne, del cortile e degli stemmi (progetto architetto Cristiana Peciullesi, direzione lavori architetto Giancarlo Lombardi).
Il 13 luglio 2006 ha subito un plateale furto durante l'orario di normale apertura di tre gioielli antichi della sezione islamica. Dal 2014, con la Riforma Franceschini, è diventato uno dei musei italiani a statuto speciale, con giurisdizione anche su Orsanmichele, sulle Cappelle Medicee, su palazzo Davanzati e su Casa Martelli.